# Lhatu
L'honorable Lhatu né en 1967, est un homme politique bhoutanais qui est membre du Conseil National du Bhoutan depuis octobre 2018. Il est titulaire d'une maîtrise en administration des affaires, délivrée par l'université Bharathiar University (en), de Coimbatore en Inde.